# ويلهلم براندت
ويلهلم براندت (بالإسبانية: Wilhelm Brandt)‏ هو مهندس قتالي بوليفي، ولد في 22 مايو 1900 في فيزل في ألمانيا، وتوفي في 15 يوليو 1941.